# Bombardeio do Palácio da Independência do Vietnã do Sul em 1962
O bombardeio do Palácio da Independência do Vietnã do Sul em 1962(pt-BR) ou bombardeamento do Palácio da Independência do Vietname do Sul em 1962(pt-PT?), foi um ataque aéreo ocorrido em Saigão, hoje Cidade de Ho Chi Minh, então Vietname do Sul, no dia 27 de fevereiro de 1962, perpetrado por dois dissidentes da Força Aérea do Vietnã. Visou atacar o Palácio da Reunificação, a residência oficial do presidente do Vietname do Sul, para assassinar o presidente Ngô Đình Diệm e sua família mais próxima, que constituía o seu grupo de conselheiros e assessores.
Os pilotos, Nguyen Van Cu e Pham Phu Quoc, declararam mais tarde que a tentativa de assassinato foi uma resposta ao regime autocrático de Diem, que se centrava mais em permanecer no poder que em enfrentar o Vietcong. Cu e Quoc esperavam que o seu ataque demonstrasse a vulnerabilidade de Diem e provocasse uma revolta geral, mas esta não chegou a ocorrer. Uma das bombas chegou a penetrar num dos quartos da ala oeste, onde Diem estava a ler, mas não chegou a detonar, o que levou o presidente a afirmar que tinha "proteção divina". Com a exceção da cunhada de Diem, Ngo Dinh Nhu, que ficou com feridas ligeiras, o resto da família Ngo saiu ileso. No entanto, três funcionários do palácio morreram e outros trinta ficaram feridos. Os dois atacantes tiveram sortes diferentes: Cu conseguiu escapar para o Camboja, mas Quoc foi detido e encarcerado.
Após o ataque, a atitude de Diem tornou-se hostil para com a presença dos militares dos Estados Unidos no Vietname do Sul. Diem alegou que os meios de comunicação dos Estados Unidos estariam a tentar derrubá-lo, e tomou novas medidas restringindo a liberdade de imprensa e de associação política. Os meios de comunicação especularam que os Estados Unidos utilizaram o incidente para justificar a movimentação de tropas de combate para o Vietname do Sul, embora a sua atitude fosse principalmente de prudência. A nível nacional, o incidente foi relatado como incremento do complô contra Diem por parte dos seus oficiais.